# Giancarlo Giorgetti
Giancarlo Giorgetti (* 16. prosince 1966, Cazzago Brabbia) je italský politik a prominentní člen Ligy severu, jíž je od roku 2016 místopředsedou. Od roku 2022 je ministrem financí Itálie, předtím rok a půl vedl resort hospodářského rozvoje ve vládě Maria Draghiho, v letech 2018 až 2019 působil jako tajemník rady ministrů v první vládě Giuseppa Conteho.

## Raný život a kariéra
Giorgetti se narodil v Cazzago Brabbia, malém městě v provincii Varese. Vystudoval univerzitu Bocconi a stal se daňovým poradcem a účetním auditorem.
Během studentských let byl blízký mládežnické organizaci nacionalistického Italského sociálního hnutí. Na začátku devadesátých let nicméně vstoupil do Ligy severu, separatistického hnutí založeného Umbertem Bossim. V jejích barvách se roku 1995 stal starostou svého rodného města Cazzago Brabbia. Ve funkci zůstal až do roku 2004.

## Politická kariéra
Ve volbách 1996 byl poprvé zvolen do Poslanecké sněmovny. Znovuzvolen byl v letech 2001, 2006, 2008, 2013 a 2018. Ve volebním období 2001–2006 byl předsedou rozpočtového výboru sněmovny. V rámci stranických funkcí v letech 2002–2012 šéfoval pobočce Ligy v Lombardii a od roku 2016 je jedním ze tří celostátních místopředsedů.
List New York Times Giorgettiho popsal jako silného pobočníka Umberta Bossiho, šéfa Ligy mezi lety 1991 a 2012. The Guardian ho označil za vlivného člena Ligy severu. I poté, co se v roce 2013 stal lídrem Ligy Bossiho rival Matteo Salvini, Giorgetti zůstává jedním z nejvlivnějších členů strany.

## Názory a postoje
Giorgetti se řadí mezi umírněné členy Ligy. Zasadil se o vstup do proevropské vlády Maria Draghiho. Se samotným Draghim ho podle agentury Reuters pojí přátelství. Na rozdíl od Salviniho ve funkci podporoval všechna vládní opatření proti covidu-19. Kritizoval záměr Salviniho spojit na evropské úrovni krajní pravici a naopak prosazuje vstup do proevropské Evropské lidové strany. Pro volbu starosty Říma v říjnu 2021 nepodpořil kandidáta Středopravicové koalice, nýbrž centristického europoslance Carla Calendu.